# Куча (ідикутство)
Кучаське (Кочоське, Турфанське, Гаочанське) ідикутство — середньовічна уйгурська феодальна держава в Центральній Азії. Найбільшого піднесення набула у IX—X ст. У XII ст. визнало зверхність західних киданів. 1209 року підкорилася монголам. 1389 року була знищена Могулістаном.

## Історія
Після розгрому Уйгурського каганату киргизами в 840 році 15 родів на чолі з Пан-тегіном втекли до карлуків. У 843 році вони перебралися до Дуньхуана, де заснували свою державу. Але водночас уйгури визнають зверхність Киргизького каганату.
У 2-й половині 840-х років, скориставшись розпадом Тибетської імперії після вбивства цемпо Дарми, було приєднано оази Карашар і Куча.
У 866 року очільник одного з племен тєле — пугу — Пугу Джунь (в китайських джерелах Баку Чін) повалив правителя Манлі, заснувавши власну династію. Столицю було перенесено до Гаочану. З огляду на це низка дослідників розділяє Кучаську (Дуньхуанську) державу 843—866 років й засновану Пугу Гаочанське (Турфанську) державу.
Пугу Джунь прийняв титул кагана. Протягом наступних років держава розширювалася. З огляду на складнощі в імперії Тан до 876 року вдалося захопити міста Бешбалик, Чанбалік (поблизу сучасного Урумчі), Бугур, Ічжоу, що входили до військового танського округу Ґуї-і (контролював коридор Хесі). До 887 року більшість уйгурів переходить до осілого способу життя.
На початку 900-х років звільняється від киргизької залежності. З 940-х років держава починає зазнавати нападів Караханідів, що вели війну з ідикутами під прапором боротьби проти невірних («тат»), немусульман. Також Куча змушена була протистояти вторгненню тангутів. Для протистояння мусульманам було укладено союз з буддистами Хотану. У 984 році встановлено дипломатичні відносини з імперією Сун.
1006 року після падіння Хотану становище уйгурів погіршилося. Невдовзі ідикути визнали зверхність Караханідів. 1128 року стає васалом держави Західне Ляо. Поступово уйгури з Кучи зайняли важливе становище в бюрократичній ієрархії цієї держави. 1205 року під час війни Західного Ляо з Хорезмом ідикутство повстало. 1209 року добровільно визнає зверхність монгольського кагана Чингізхана.
У 1260 році ідикут Мамурак-тегін підтримав Угедеїда Хайду проти монгольського кагана Хубілая. За це у 1266 року ідикутство зазнало плюндрування, а його правителя було страчено. З цього часу держава стає вірним васалом імперії Юань. Втім в Бешбалику було створено військове китайське поселення, а поблизу міста Куча розташувалися загони алан і монголів.
1318 року визнає зверхність Чагатайського улуса. Втім послаблення останнього в наступні роки не сильно обтяжувало даниною ідикутів. Але всеж у 1335 році ліквідовано чагатайським військом.
Проте у 1340-х роках ідикутство відновило своє існування. У 1350-х роках визнало зверхність ханів Могулістану. Ідикути використовували боротьбу в ханстві, а потім між Тимуридами і Могулістаном для збереження державного статусу. Втім 1389 року хан Хизр-Ходжа остаточно знищив ідикутство, всьому населенню наказав навернутися до ісламу. Ті, хто не підкорився, втекли до Тибету чи Китаю.

## Територія і населення
Охоплювало землі Східного Туркестану (Турфан, Кумул, Карашар, Куча, Ілі, Кашгар) та область Ганьсу.
Спочатку значний відсоток складали тюркські народи, насамперед тохари, іраномовні согдійці, а також китайці. З часом вони усі були асимільовані уйгурами. Внаслідок цього з'явилися турфанські уйгури.

## Устрій
На чолі стояв ідикут або ідук-кут (варіанти перекладу — «святе багатство»; «слава»; «володар удачі») з уйгурської династії Едіз, потім роду Пугу. Втім можливо це був духовний титул, а політичним або військовим — каган. 1308 року юаньський імператор Аюрбарібада надав ідикутам титул вана Гаочана.
Ідикут мав вищу політичну, військову, судову, владу. Особливий статус мали діти ідикута — катуна і тегін. Катуни мали право на власне майно. а тегіни обміймали державні посади, були намісниками, очолювали посольства.
Для виконання доручень кагана було 9 візирів. Важливу роль відігравали ячілі (очільники податкових відомст підлеглих володінь). За ними слідували «тархан» (очільник великих військових підрозділів)), туман елчі (голова тумену та загону в 10 тис. вояків), тузлук (суддя), тутук (голова торговельних караванів); чікі (скарбник); окан кескучі (розподільник річкової води); сунчі (розподільник води); сужан (вождь племені, аксакал роду і відповідальний за збір податків).
Літньою столицею був Гаочан (відомий також як Кара-Ходжа), зимовою — Бешбалик.

### Ідикути
- Пан-тегін (850—854)
- Манлі (854—866)
- Пугу Джунь (866—871)
- невідомі
- Ірдімін-хан (940—948)
- Арслан-хан (948—985)
- невідомі
- Більге (1126 — д/н)
- невідомі
- Ісен Томур (?)
- невідомі
- Клич-Кара (?)
- Баурчук Арт-тегін (1208—1235)
- Кусмайн (Кесмез) (1235—1245)
- Салун-тегін (1246—1255)
- Огрунч-тегін (1255—1265)
- Мамурак-тегін (1265—1266)
- Кускар-тегін (1266—1276)
- Негуріл-тегін (1276—1318)
- Тамір-буга (1318—1327)
- Сунґі-тегін (1327—1331)
- Тайпан (1331—1335)
- Єлу-Темур (1335—1353)
- Санґе 1353 — д/н)
- невідомі

## Економіка
Основу становили землеробство, ремісництво, скотарство, торгівля. Сільське господарство було доволі розвинене, особливо садівництво. Цьому сприяли кліматичні та географічні умови. Тут вирощували 5 видів зерна (пшениця, рис, просо і ін.), різні овочі. У Турфанській долині поширене було виноградарство, з якого вироблялося вино. Крім того, вирощували персики, груші, абрикоси, гранат тощо. Важливими галузями були бавовництво і шовоководство.
Вироблялося багато бавовняних і шовкових тканин, відбувалася обробка шкір і хутра. Уйгури були вмілими майстрами пошиття одягу і взуття зі шкіри та вироблення військових споряджень
З огляду на те, що ідикутство контролювало центральну частину торгового шляху, який тягнувся від Китаю до Каспійського моря, що сприяло зовнішній і посередницькій торгівлі. Важливим напрямком збуту був Китай. Сюди вивозили велику кількість продуктів місцевого виробництва та краму, виробленого в інших державах. Торгівля також велася в державах Західна Ляо, Сі Ся.

## Культура
Продовжуючи китайські традиції продовжувався випуск римованого словника «Цєюнь», але уйгури розробили власну вимову китайських ієрогліфів. Використовувалася праця Тисячослів. Було розроблено староуйгурську абетку, засновану на согдійському письмі (пов'язане з сирійським письмом), але на відміну від горизонтального положення знаків застосовувався вертикальний (на кшталт китайського). Підкорившись монголам, уйгури перейшли на службу монгольським каганам як чиновники, надавши знання, яких спочатку не вистачало неписьменним кочівникам. Уйгурське письмо перетворилося на широкозастосовану писемність в Євразії. Монгольські народи сприймали вивчення уйгурскої писемності та мови як найвищу точку своєї культури.
За часів ідикутства були створені численні літературні твори: вірші, пісні, прислів'я, байки, приказки, релігійні перекази, драми, а також буддійські номи і твори маніхейського змісту. Поезія займала особливо важливе місце. Вірші уйгурською мовою відображали реальне життя і були присвячені найрізноманітнішим аспектам світського життя. Шинко Шелі Тутун є найвідомішим письменником і перекладачем того часу. Він переклав уйгурською мовою буддійські номи і твори, зокрема «Алтун Ярук», «Життєпис Сюаньцзана». В той же час драми мали завжди релігійне спрямування. Драматичні спектаклі ставилися для розваги під час релігійних свят. Значним зразком Кучаської уйгурської драматургії того часу є «Майтрі Сіміт».
Основними реглігіями були маніхейство (серед уйгурів), буддизм (серед уйгурів, китайців і согдійців) та несторіанство (серед согдійців). Поступово буддизм став переважаючим, насамперед серед знаті, торгівців та ремісників. Наприкінці Х ст. в одному лише місті Куча було 50 буддійських храмів, де існували школи. Уйгурські буддисти поширювали свою релігію на навколишні землі. Продовжувалася традиція створення буддистських статуй і фресок в місцині Безеклік, започатковане ще за согдійців. Ідикути підтримували створення багатьох храмів в печерах.
Було високо розвинене мистецтво музики і танцю, насамперед в оазі Куча. Були поширені різні музичні інструменти, сформована музична система і створені свої способи і правила виконання музики. Склад музичних інструментів уйгурів відрізнявся великою різноманітністю. Серед них важливе місце займали «піпа» і «конгху». Багато музиків, які виросли в цьому районі, поширювали своє мистецтво у Китаї, Японії, Кореї та інших держвах Східної Азії.